# گهردن (زاکسونی)-آنهالت
گهردن (زاکسونی)-آنهالت (به آلمانی: Gehrden) یک منطقهٔ مسکونی در آلمان است که در تسبرست واقع شده‌است. گهردن  ۲۱۶ نفر جمعیت دارد.